# Mondial de l'automobile de Paris
Le Mondial de l'automobile de Paris, ou Mondial de l'auto, ou encore Mondial de Paris, est un salon d’exposition des derniers modèles d’automobile et des dernières innovations dans l’industrie automobile. Il est le premier salon automobile international sur le plan de la longévité et de la fréquentation. Créé en 1898, il se déroule tous les deux ans, les années paires, en octobre, au parc des expositions de la porte de Versailles à Paris et en alternance avec le salon de Francfort, le plus grand en superficie.
En 2019, la Plateforme automobile (PFA) et Hopscotch Groupe ont repris l'organisation du Mondial de l'auto. En 2022, le Mondial de l’auto s'est associé au salon professionnel « Équip auto » afin de réunir ces deux salons au cours d'une semaine d'événements automobiles : la « Paris Automotive Week ». La 1re édition de la Paris Automotive Week et le Mondial de l'auto 2022 se sont déroulés du 17 au 23 octobre 2022.

## Préambule
À l'origine, le Mondial était connu sous le nom de « Salon international de l'automobile et du cycle » puis, en 1988, il prit la dénomination de « Mondial de l'automobile de Paris ». En 2018, il devient le « Mondial de l'auto » ou « Mondial Paris Motor Show », réunissant les thèmes de l'automobile, de la moto, de la mobilité et de la technologie. En 2019, le « Mondial Paris Motor Show » intègre le « Paris Motion Festival », un festival regroupant des événements autour de la mobilité.
En juillet 2021, la Plateforme automobile (PFA), la Fédération des industries des équipements pour véhicules (FIEV) et la Fédération française de la carrosserie (FFC) annoncent un partenariat entre le Mondial de l'auto et le salon Équip auto sous une même bannière en créant un événement pour l'ensemble du secteur de l'automobile : la Paris Automotive Week. Ainsi, en octobre 2022, les deux salons sont organisés conjointement au parc des expositions de la porte de Versailles à Paris, tout en conservant leurs identités et leurs spécificités,.

Premières éditions
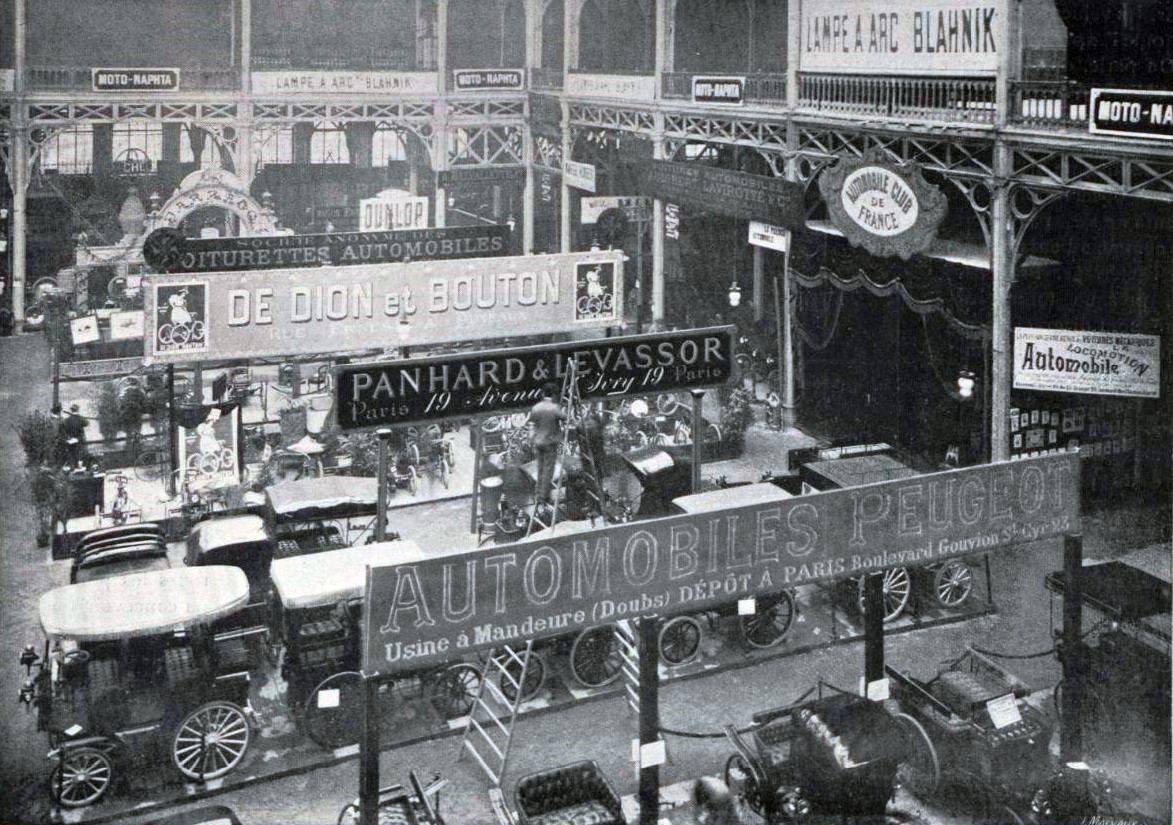
Section « automobiles » du quatrième Salon du cycle de Paris, en 1896 au palais de l'Industrie.
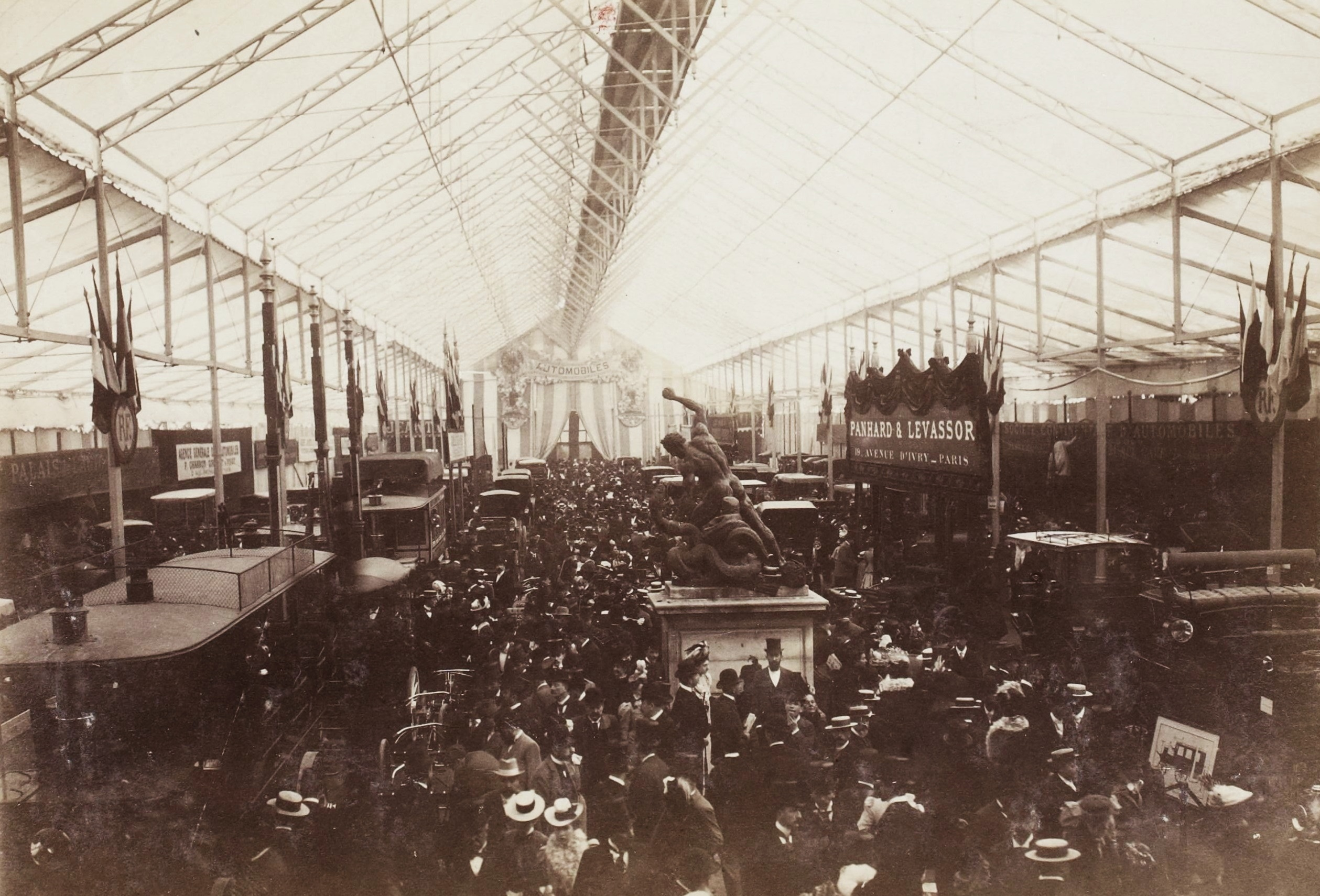
Première exposition automobile internationale (aux Tuileries en 1898, par l'ACF).
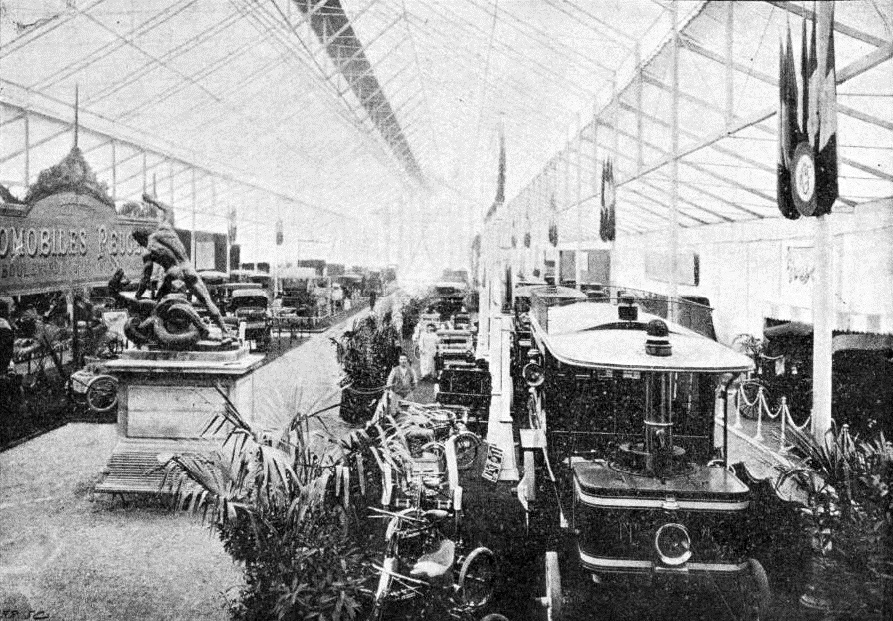
Deuxième exposition automobile toujours au jardin des Tuileries, en juin 1899 (ACF).

## Histoire

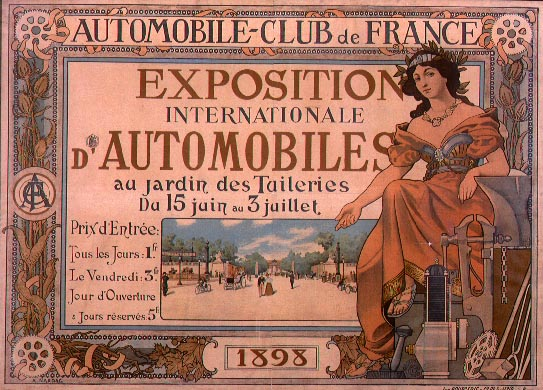
Affiche de l'exposition internationale d'automobiles de 1898.

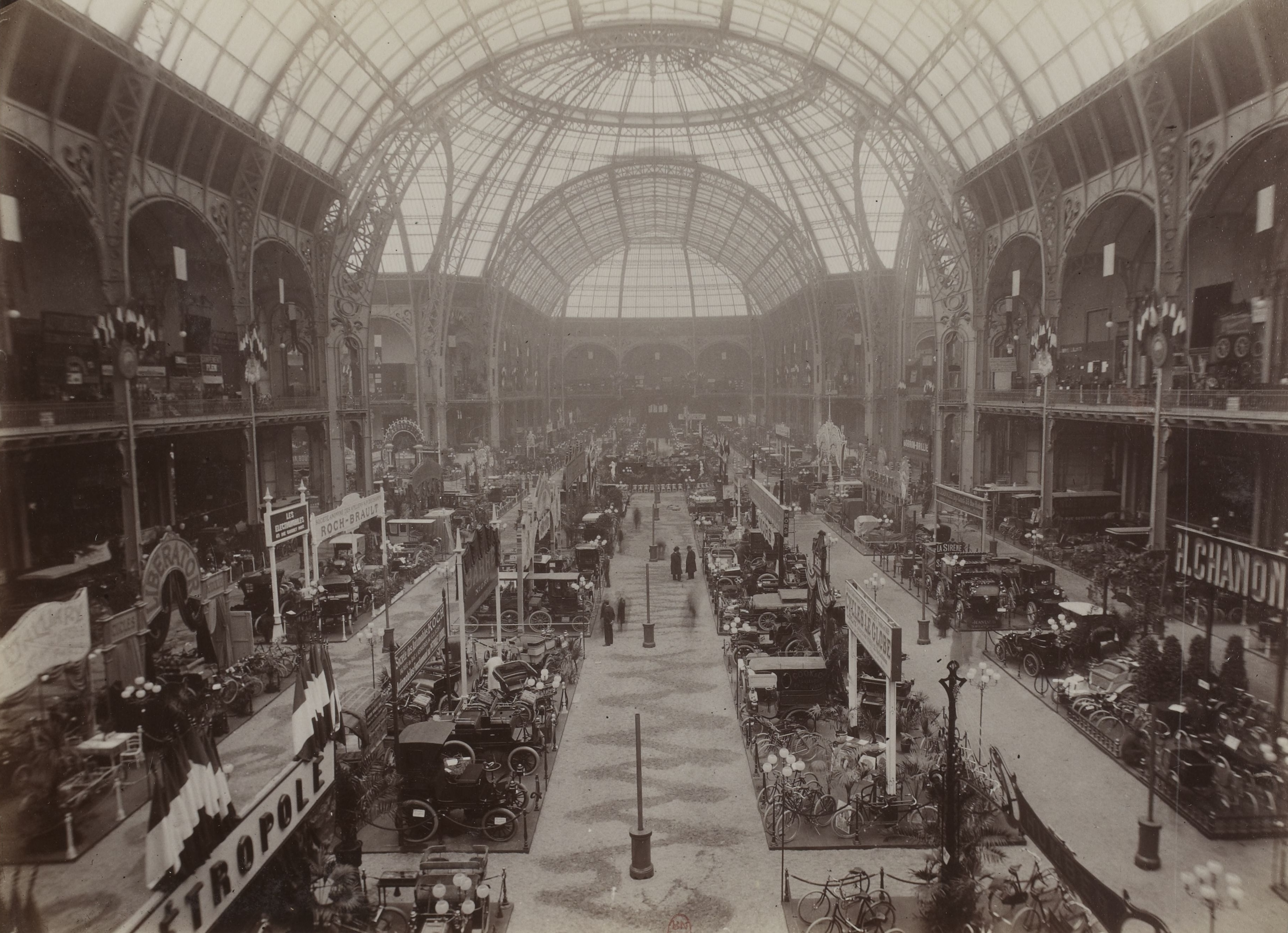
Salon de l'automobile, du cycle, et des sports (1901).

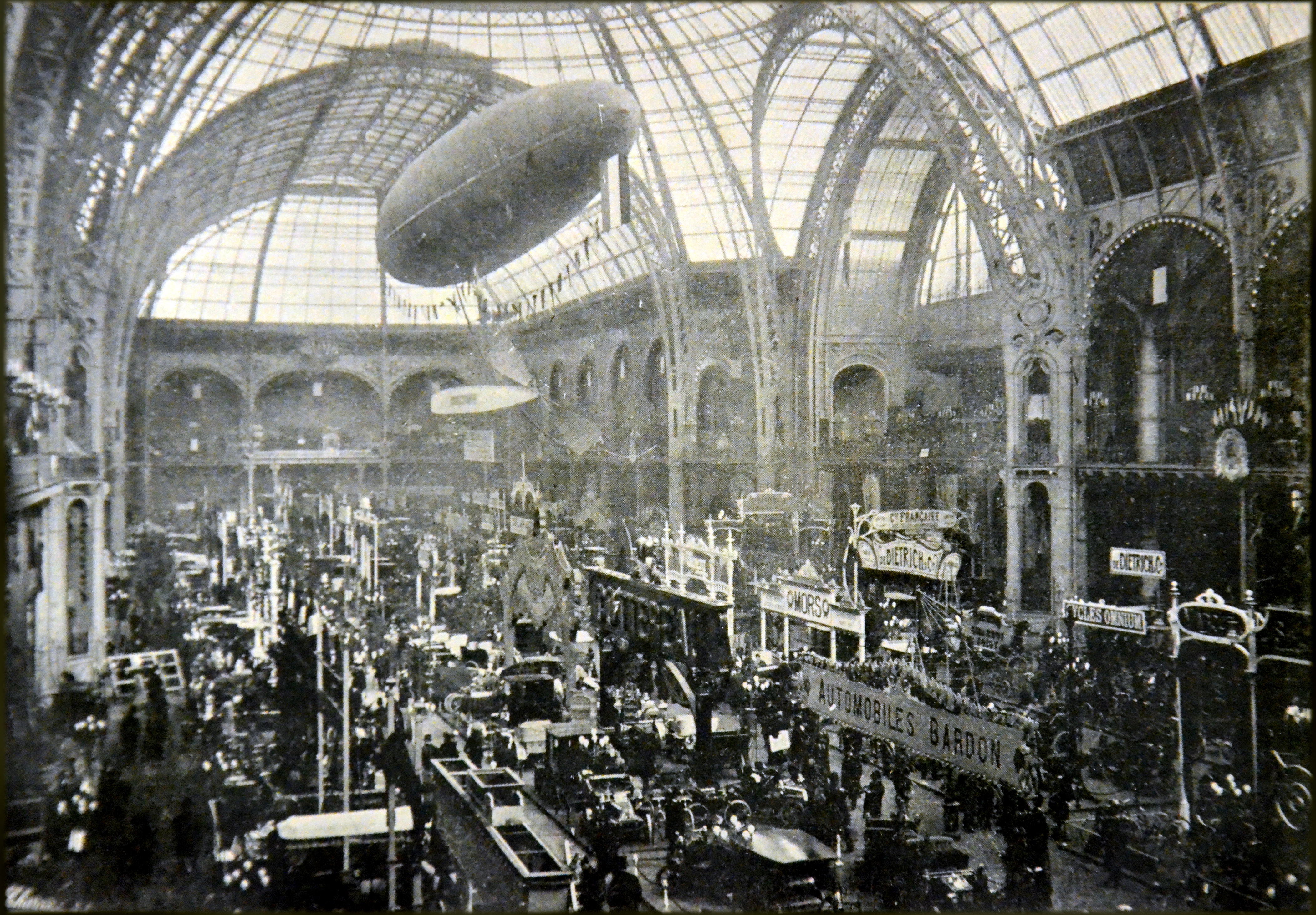
Salon de l'Automobile, au Grand Palais de Paris, début du XXe siècle. Un dirigeable gonflé à l'hydrogène est également exposé.

En décembre 1896, le quatrième Salon du cycle de Paris, localisé au Palais de l'Industrie et présidé par le comte Jules-Albert de Dion, consacre une section aux automobiles françaises.
En juin 1898, le Jardin des Tuileries reçoit à l'initiative de l'Automobile Club de France la première « Exposition Internationale d'Automobiles » réalisée dans le monde. Pour pouvoir être exposées au salon, les automobiles doivent au préalable parcourir la distance Paris-Versailles-Paris, soit une distance d'une quarantaine de kilomètres, de manière à prouver leur capacité à se mouvoir de façon autonome. Les grandes marques automobile de l'époque telles que Peugeot, Panhard & Levassor, Benz ou Daimler participent au salon. L'opération remporte un vif succès puisque 140 000 visiteurs viennent découvrir les 232 modèles de voitures exposées. Une seconde exposition est présentée au jardin des Tuileries en juin 1899,. 
En 1901, pour sa troisième édition, l'organisation prend toute son importance en s'installant au Grand Palais et prend le nom d'Exposition internationale de l'automobile, du cycle et des sports ou le terme « cycle » désigne les bicyclettes, motocyclettes, cyclomoteurs et motos. Des bateaux et des aérostats sont également exposés. En raison de la Première Guerre mondiale, le salon demeure fermé de 1914 à 1918. L'année 1919 signe sa réouverture, avec l'Hispano-Suiza H6 comme automobile phare. L'automobile est un objet de luxe que l'on expose et qui fait rêver, si bien que le salon attire de plus en plus de visiteurs chaque année. En 1926, l'exposition est renommée « Salon de l'Automobile, du Cycle et des Sports ». 

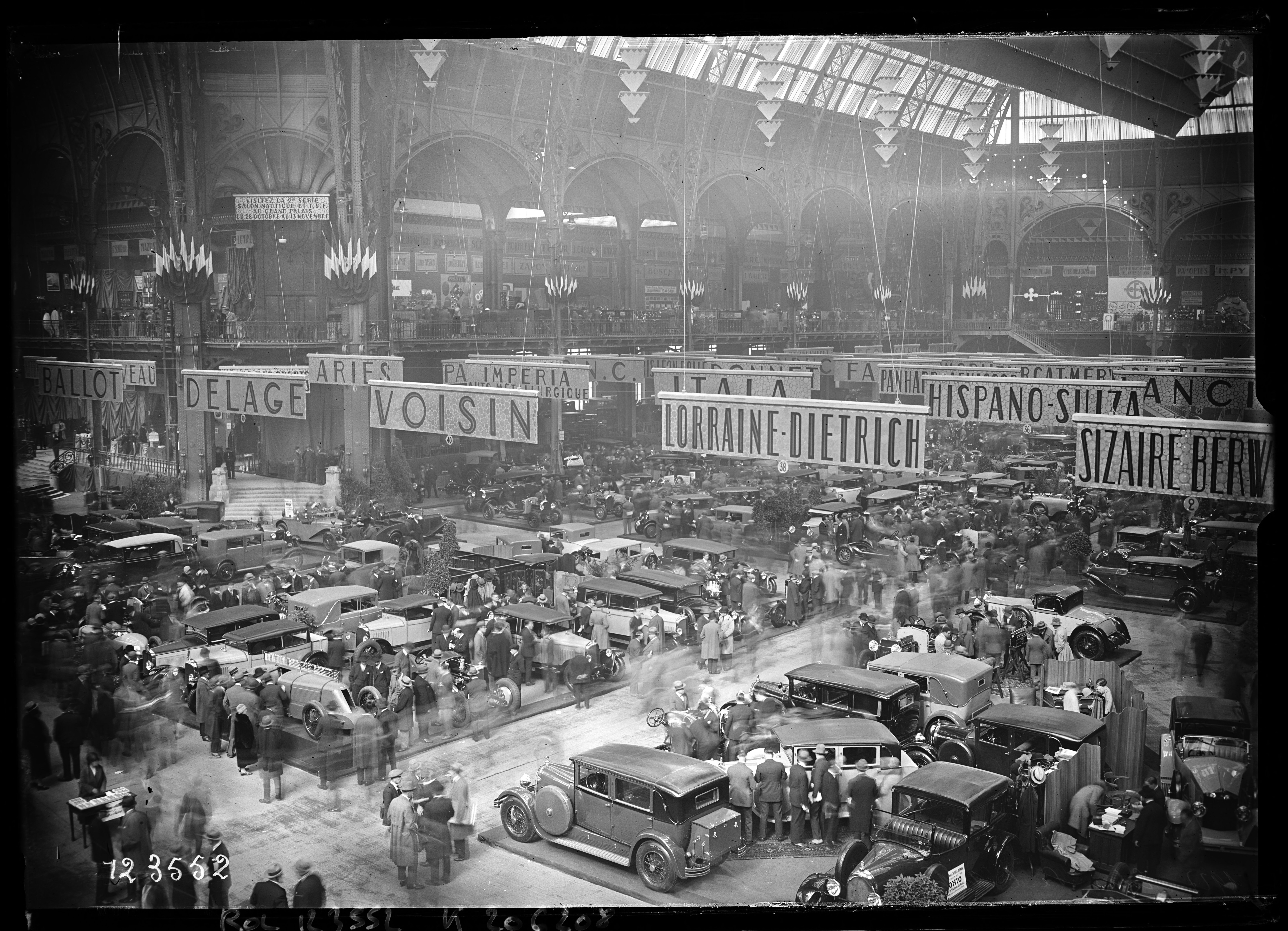
Edition 1927 au Grand Palais.

À partir de 1933, le cycle et la moto sont uniquement présents les années paires. En 1937, à nouveau, les organisateurs doivent trouver un autre lieu devant l'engouement des visiteurs et le nombre toujours croissant de modèles présentés, les cycles et motos déménagent dans l'annexe Invalides du Salon, située à l'angle du quai d'Orsay et de la rue Fabert. De 1939 à 1945, le salon fermera ses portes le temps de la Seconde Guerre mondiale. La première édition d'après-guerre ouvre ses portes en 1946 avec une fréquentation record de 810 000 visiteurs sur les dix jours d'exposition. L'enjeu est alors de faire redémarrer l'économie française.
En 1947, une Exposition rétrospective organisée par la Société des ingénieurs automobiles et le Conservatoire national des arts et métiers du 19 octobre au 19 novembre dans l'ancienne église de Saint-Martin-des-Champs.
Le trente-quatrième Salon de l'automobile va ouvrir ses portes le 23 octobre 1947 avec quelques jours de retard, le Grand Palais n'ayant pu être aménagé à temps parce qu'il abritait depuis le 12 juillet la Conférence des Seize.

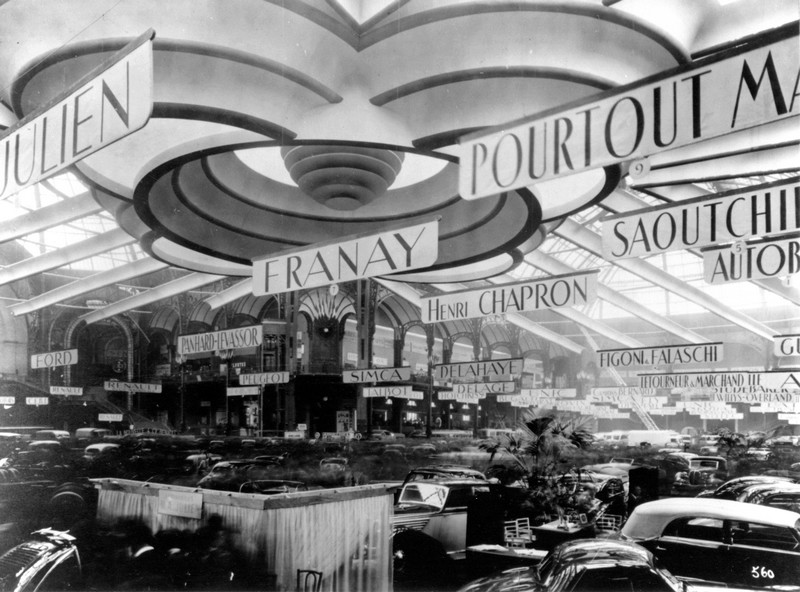
Salon international de l'automobile et du cycle (1946).

Le Grand Palais devient trop petit pour pouvoir accueillir à la fois les automobiles, les motos et les cycles. Ainsi en 1949, il est biennal, se déroulant en deux périodes, du 6 au 16 octobre pour les automobiles et du 27 octobre au 6 novembre pour les motos et les cycles. En 1950, les motos et les cycles vont rejoindre les véhicules industriels au parc des expositions de la porte de Versailles, le salon se déroulant pour la première fois de son histoire sur deux sites distincts dans Paris. 
De 1947 à 1971 en parallèle du salon, une compétition automobile, la Coupe du Salon, est organisée.
En 1951, le salon change encore de nom pour devenir « Salon de l'automobile, du cycle et du motocycle ». En 1954 le salon de l'automobile franchit pour la première fois 1 million de visiteurs. sur les 80 000 m2 d'exposition du salon. Depuis 1962 le salon se tient entièrement au parc des expositions de la porte de Versailles, et depuis 1977, il a lieu seulement tous les deux ans, les années paires en alternance avec le Salon du cycle et du motocycle les années impaires.

### Mondial de l'Automobile

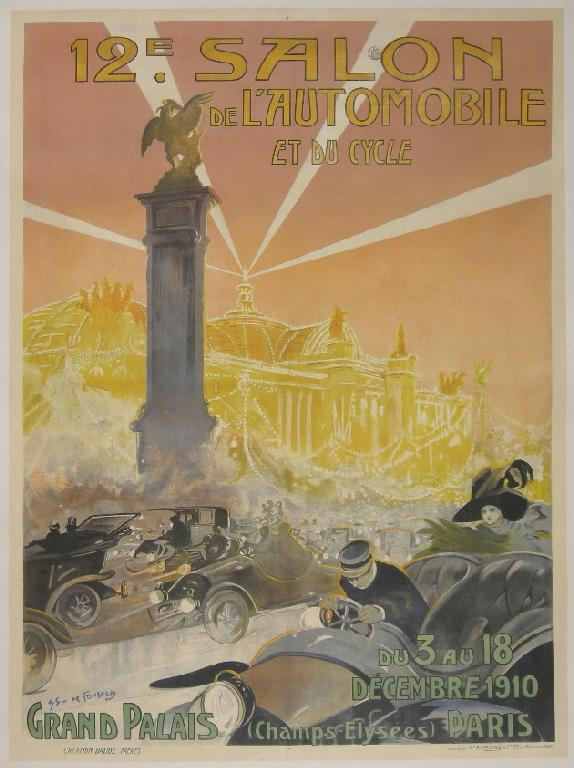
Affiche de la 12e édition (1910), par Gaston Simoes de Fonseca.

En 1988, le « Salon de l'automobile » s'internationalise et devient le « Mondial de l'Automobile », il se consacre uniquement à l'automobile, tandis qu'en 1993 est créé, sur le même principe, le « Mondial du deux roues ». Le Mondial de l'Automobile se tient dans huit halls du Parc des expos et regroupe des marques automobiles du monde entier, certaines peu connues et d'autres très célèbres ; en 2002, 559 marques étaient présentes. 
En 1990, la société Auto Moto Cycle Promotion (AMC) devient l'organisateur du Mondial de l'Automobile de Paris. En 1998, le Mondial de l'Auto fête son centenaire.
Le salon ne cesse de battre des records ; l'édition 2004 (25 septembre au 10 octobre) a connu un record de fréquentation avec 1,461 million de visiteurs, ce qui, selon ses organisateurs, en fait le premier salon du monde dans cette catégorie devant les salons de Tokyo, Francfort, Detroit, Genève, Shanghai et Pékin. Au total, quelque 374 exposants (constructeurs, équipementiers) de 26 pays étaient présents à la porte de Versailles, avec des nouveaux venus comme Dacia ou Dodge. Le Mondial de l'Automobile de 2006 reçoit pour la première fois des constructeurs chinois avec Landwind et Great Wall, qui commencent à s'intéresser à l'Europe. L'édition 2008 s'approche du record de 2004 (avec moins d'heures d'ouverture) avec 1,433 million de visiteurs, faisant du salon de Paris « le plus important du monde en fréquentation ». 
L'édition de 2010 marque une transition énergétique et a vu apparaître des voitures électriques, de plus en plus écologiques, comme la Renault Zoé.
Le Mondial de l'automobile de Paris 2016 a été une édition compliquée avec la défection de plusieurs constructeurs automobiles qui ont choisi de ne pas avoir de stand d'exposition, comme Lamborghini, Bentley, Rolls-Royce, Volvo, Mazda, Ford, Aston Martin, Lotus, McLaren ou encore Alpine, et la fréquentation a chuté de 15 % à 1 072 697 visiteurs, par rapport à l'édition 2014. Le phénomène touche les plus grands salons mondiaux que sont les salons de Francfort, Genève ou Détroit.

### Mondial Paris Motor Show
Afin de conserver son statut de premier salon mondial automobile en fréquentation, pour l'édition 2018 le Mondial de l'automobile de Paris évolue en profondeur et révolutionne son organisation, en commençant par changer de nom devenant ainsi « Mondial Paris Motor Show ». Il n'est plus réservé exclusivement à l'automobile mais réunit les expositions du Mondial de l'Auto, le Mondial de la Moto, le Mondial de la Mobilité et le Mondial .Tech (Mondial de la technologie). La manifestation se concentre sur onze jours au lieu de seize, et comprend deux week-ends au lieu de trois.
En 2020, le Mondial de l'automobile de Paris intègre le Paris Motion Festival, un ensemble de festivités consacré à l'automobile, la moto et la mobilité, avec les salons automobiles et motos qui se déroulent à la Porte de Versailles, ainsi que des événements dans la capitale ou en dehors appelé « Festival hors les murs ». Néanmoins, cette édition est annulée dès mars, ce qui n'était pas arrivé depuis la Seconde Guerre mondiale, mais cette fois pour des raisons économiques, les constructeurs automobiles étant grandement affectés par le ralentissement économique dû à l'épidémie de maladie à coronavirus COVID-19 dans le monde. L'annulation du Mondial 2020 a pour conséquence le licenciement de l'équipe organisatrice d'AMC Promotion en mai 2020 par les actionnaires d’Hopscotch et de la PFA.

## Communication

### Direction du salon
- De 1899 à 1913, baron Étienne van Zuylen van Nyevelt, président de l'ACF, organisateur du salon.
- De 1919 à 1958, baron Charles Petiet (jusqu'à sa mort) est président du comité du Salon de l'automobile.
- De 1958 à 1967, Paul Panhard est le président.
- De 1967 à 1988, Jean Panhard, son fils, lui succède.
- De 1989 à 2014, Thierry Hesse est le Commissaire général du salon[22].
- De 2016 à 2019, Jean-Claude Girot est le Commissaire général[23].
- En 2019, Serge Gachot devient le Commissaire général du Paris Motion Festival puis du Mondial de l'Auto 2022.

### Chiffres
Cette section ne s'appuie pas, ou pas assez, sur des sources secondaires ou tertiaires indépendantes du sujet. Le texte peut contenir des analyses inexactes ou inédites de sources primaires.
Pour l'améliorer, ajoutez-en, ou placez des modèles {{Source secondaire souhaitée}} ou {{Source secondaire nécessaire}} sur les passages mal sourcés. (octobre 2022)
- 10 000 journalistes accrédités en 2018 ;
- 200 nouveautés produit en 2018 ;
- 123 000 m2 de surface d'exposition en 2016 ;
- 9 pavillons du Parc des expositions de la Porte de Versailles en 2016 ;
- 100 premières mondiales en 2014 ;
- 30 premières européennes en 2014 ;
- 270 marques automobiles de 21 pays en 2014 ; 200 en 2016 ;
- 4 000 hôtes et hôtesses d'accueil sur les stands ;
- 8 000 essais sur les pistes d'essais extérieures en 2016 ;
- Près de 1,5 million de visiteurs en 2004 sur les 18 jours du salon (dont 2 journées presse)
- 1 visiteur sur 3 est une femme (données 2016)[24]
- Une commande de véhicule toutes les six minutes chez Renault[24].

### Fréquentation
Après un record en 2004 avec 1 460 803 visiteurs, la fréquentation n'a cessé de baisser, suivant le rythme des autres salons internationaux dans le même temps,,,,,,,,,.

## Éditions
Chaque édition du Mondial de l'Automobile, puis du Mondial Paris Motor Show, fait l'objet d'une exposition unique, sur un thème différent à chaque fois:

### 1reédition (1898)
- Dates : 13 juin au 3 juillet 1898

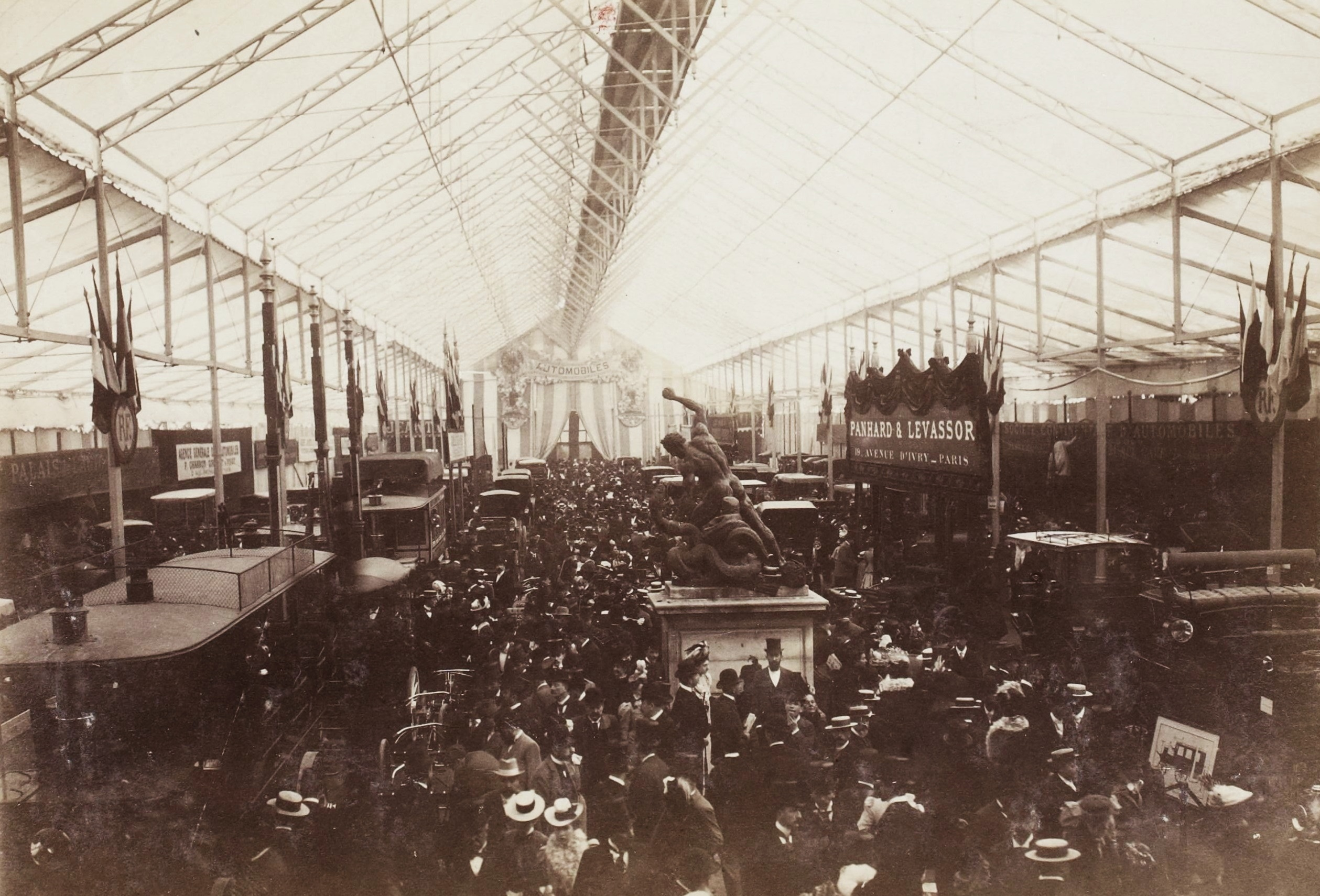
Exposition internationale d'automobiles de 1898.

La première édition a reçu 140 000 visiteurs et s'est déroulée au Jardin des Tuileries à Paris, avec 232 modèles exposés par 269 exposants dont 77 constructeurs.

### 2eédition (1899)
Le succès du salon se confirme avec la seconde édition qui reçoit 405 exposants dans le Jardin des Tuileries.

### 3eédition (1901)

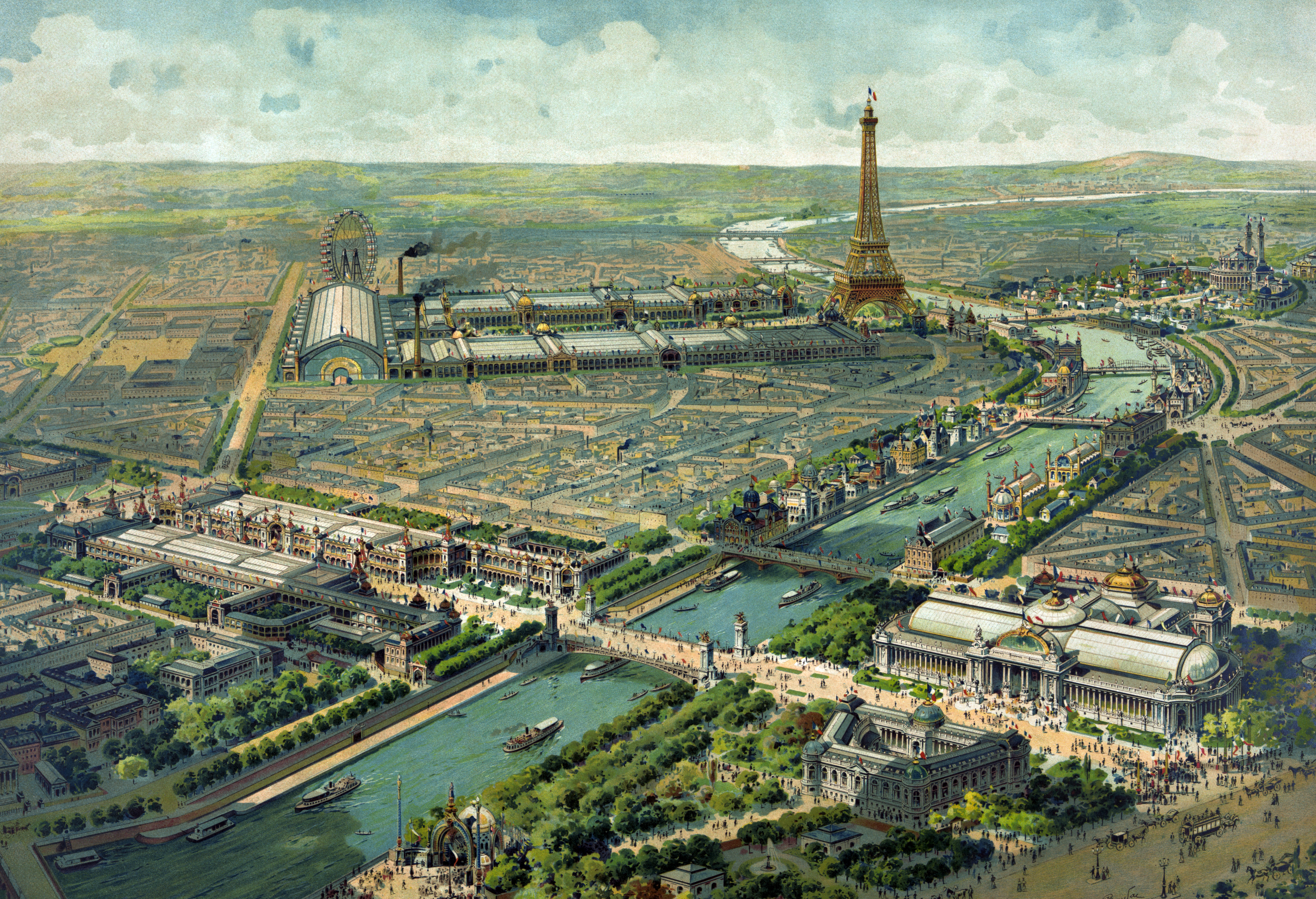
Le Grand Palais à l'Exposition universelle de 1900.

La 3e édition n'a pas lieu en juin 1900 mais début 1901. En effet, en 1900, Paris reçoit l'Exposition universelle du 15 avril au 12 novembre et inaugure le Grand Palais, qui va servir d'écrin au Salon de l'automobile, du cycle et des sports de 1901 à 1961.

### 16eédition (1919)
De 1914 à 1918, il n'y aura pas de salon de l'automobile à cause de la Première Guerre mondiale. L'année 1919 est donc la seizième édition du salon qui reçoit l’Hispano-Suiza H6.

### 22eédition (1928)
Le salon est inauguré par Charles Petiet. 1200 exposants sont présents. Renault dévoile trois nouveaux modèles : la Reinastella, la Vivastella et la Monastella.

### 36eédition (1946)
Le salon rouvre après 7 années sans exposition en raison de la Seconde Guerre mondiale. C'est le premier salon de l'après-guerre où 810 000 visiteurs se ruent au Grand Palais pour admirer les voitures qui ne sont pas encore en vente, du fait d'un manque de matières premières pour les construire.

### 41eédition (1951)
Le Salon de l’Automobile, du Cycle et du Motocycle déménage entièrement au Parc des Expositions de la Porte de Versailles pour l'édition 1951, et réunit ainsi les automobiles, motocyclettes, cycles et véhicules industriels sur leur nouveau site, et même si le nom, la durée et le concept vont évoluer jusqu'à nos jours, le lieu d'exposition ne changera plus.

### 45eédition (1955)
Cette année, Citroën dévoile la nouvelle DS 19 au Grand Palais

### 67eédition (1977)
Cette édition est la dernière à se dérouler tous les ans. Le Salon de l'automobile devient bisannuel, ayant lieu les années paires, alors qu'est créé un Salon du Cycle et du Motocycle les années impaires.

### 73eédition (1988)
La « Salon de l'automobile » devient le « Mondial de l'automobile »

### 75eédition (1992)

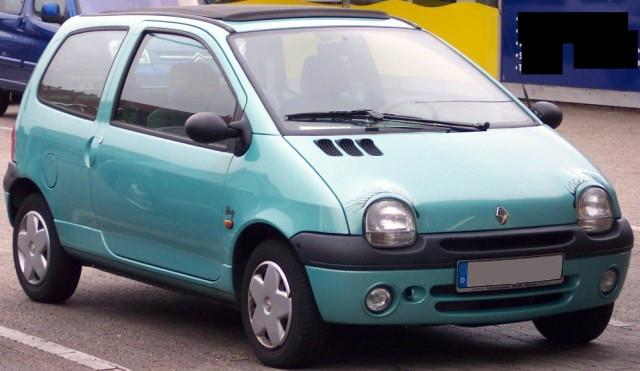
Renault Twingo

Cette année, Renault dévoile la Renault Twingo au Mondial de l'Automobile.

### 78eédition (1998)
- Dates : 1er au 10 octobre 1998

Cette édition fête le centenaire du salon de l'automobile de Paris. Il occupe 250 000 m2 de surface d'exposition au parc des expositions de la Porte de Versailles.

### 79eédition (2000)
- Dates : 30 septembre au 15 octobre
  - Thème : « L'Automobile et la Principauté de Monaco »
  - Cette année, Bugatti dévoile la Bugatti Veyron au Mondial de l'Automobile.

### 80eédition (2002)
- Dates : 28 septembre au 13 octobre 2002
  - Thème : « L'Automobile au Cinéma »

### 81eédition (2004)
- Dates : 25 septembre au 10 octobre 2004
  - Thème : « L'Automobile dans la Bande Dessinée »

C'est l'année du record de fréquentation avec près d'un million et demi de visiteurs (1 460 803) venus arpenter les moquettes du Mondial de l'Automobile.

### 82eédition (2006)
- Dates : 30 septembre au 15 octobre 2006
  - Thème : « Les Musées de l'Automobile en France »

### 83eédition (2008)
- Dates : 4 octobre au 19 octobre 2008
  - Thème : « Taxis du Monde »

### 84eédition (2010)
- Dates : 2 octobre au 17 octobre 2010
  - Thème : « Les Musées des Constructeurs »

### 85eédition (2012)
- Dates : 29 septembre au 14 octobre 2012
  - Thème : « L'Automobile et la Publicité »

### 86eédition (2014)
- Dates : 4 au 19 octobre 2014
  - Thème : « L'Automobile et la Mode »

### 87eédition (2016)
- Dates : 1er au 16 octobre 2016
  - Thème : « Moteur ! L'Automobile fait son Cinéma »

### 88eédition (2018)
- Dates : 4 au 14 octobre 2018

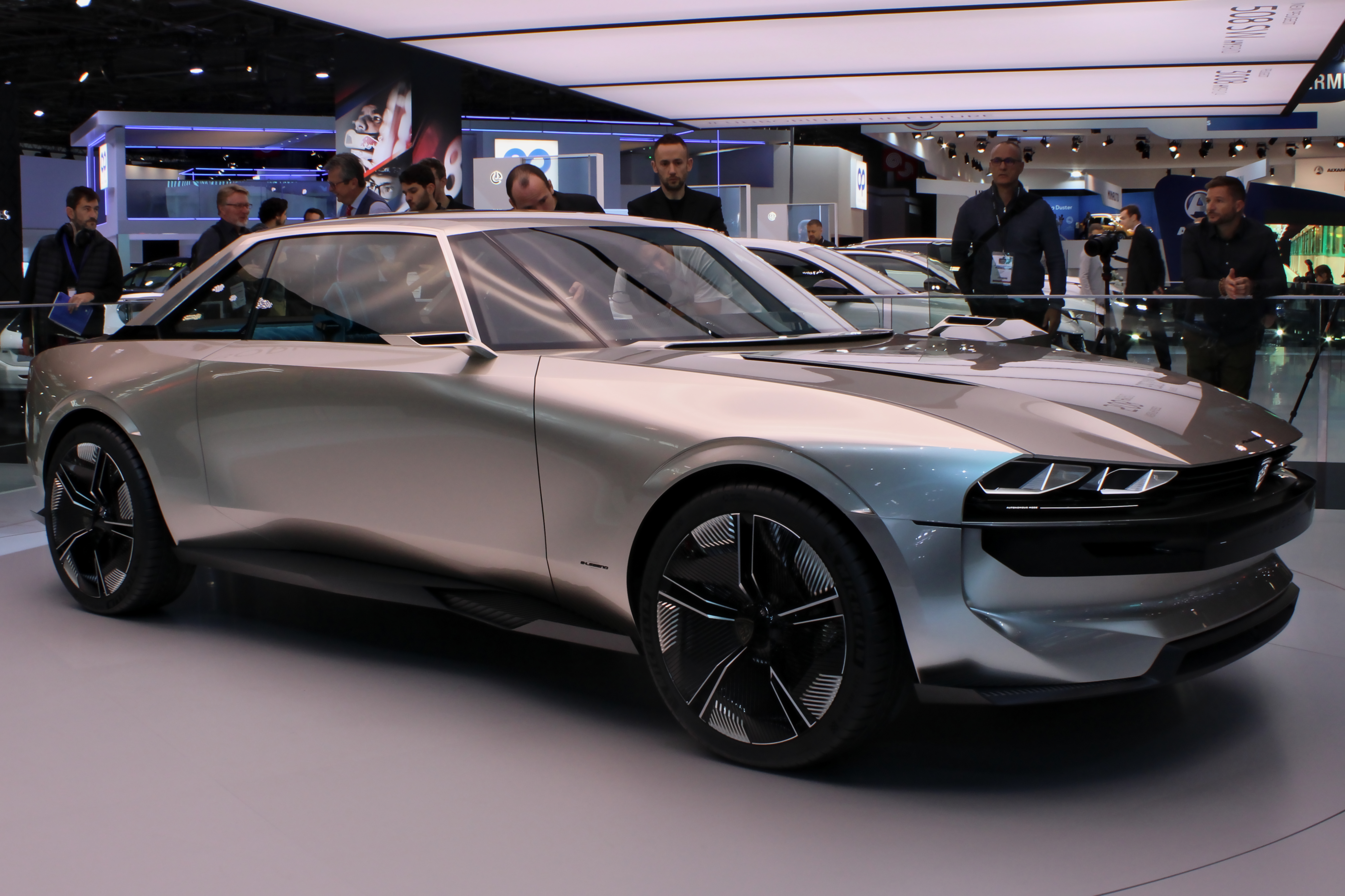
Peugeot e-Legend.

  - Thème : « Plus belles routes du Monde »

L'édition 2018 célèbre les 120 ans de la première exposition automobile à Paris. Le salon évolue en profondeur et passe de seize à onze jours avec deux week-ends, au lieu de trois auparavant, et il change de nom pour devenir le « Mondial Paris Motor Show ». Il n'est plus réservé exclusivement à l'automobile mais il réunit les expositions du Mondial de l’Auto, le Mondial de la Moto, le Mondial de la Mobilité ainsi que le Mondial .Tech destiné aux professionnels. Autre nouveauté, le salon parisien présente un centre d’essais de véhicules électriques, hybrides, hydrogène et GNV multi-marques sur la Place de la Concorde, à Paris, avec 8 marques représentées.
Cette année est marquée par le dévoilement en première mondiale de la nouvelle marque automobile VinFast, et la présentation du concept-car Peugeot e-Legend, le crossover DS 3 Crossback, les SUV électriques Audi e-tron Quattro et Mercedes-Benz EQC.
Malgré l'absence de nombreuses marques et une restructuration en profondeur, le salon reçoit plus d'un million de visiteurs, et reste le plus grand salon automobile du monde sur le plan de la fréquentation.

### Édition 2020
- Dates : 1er au 11 octobre 2020

Le salon est annulé le 30 mars 2020 en raison de l'expansion de la Pandémie de Covid-19 mettant à mal l'économie et les finances des constructeurs automobiles mondiaux. Le Mondial de l'automobile de Paris 2020 n'est plus un simple salon mais il s'intègre dans un festival de la mobilité (Paris Motion Festival), avec des événements qui se déroulent dans et autour de la capitale.

### 89eédition (2022)
Le salon automobile mondial renaît de ses cendres après une édition 2020 annulée et la dissolution de son organisation AMC Promotion.
Le salon se déroule du 17 au 23 octobre 2022, en partenariat avec le salon d'équipement automobile Equip Auto dans un événement intitulé Paris Automotive Week.
L'affiche de cette 89e édition est dévoilée en mars 2022. Elle arbore des couleurs vives qui cachent une voiture, celle du futur, selon les organisateurs. L'affiche représente « le vent d'optimisme, et la nouvelle vision de l'automobile ». Le slogan est « Revolution is on » (« la révolution est en marche » en français).

### 90eédition (2024)

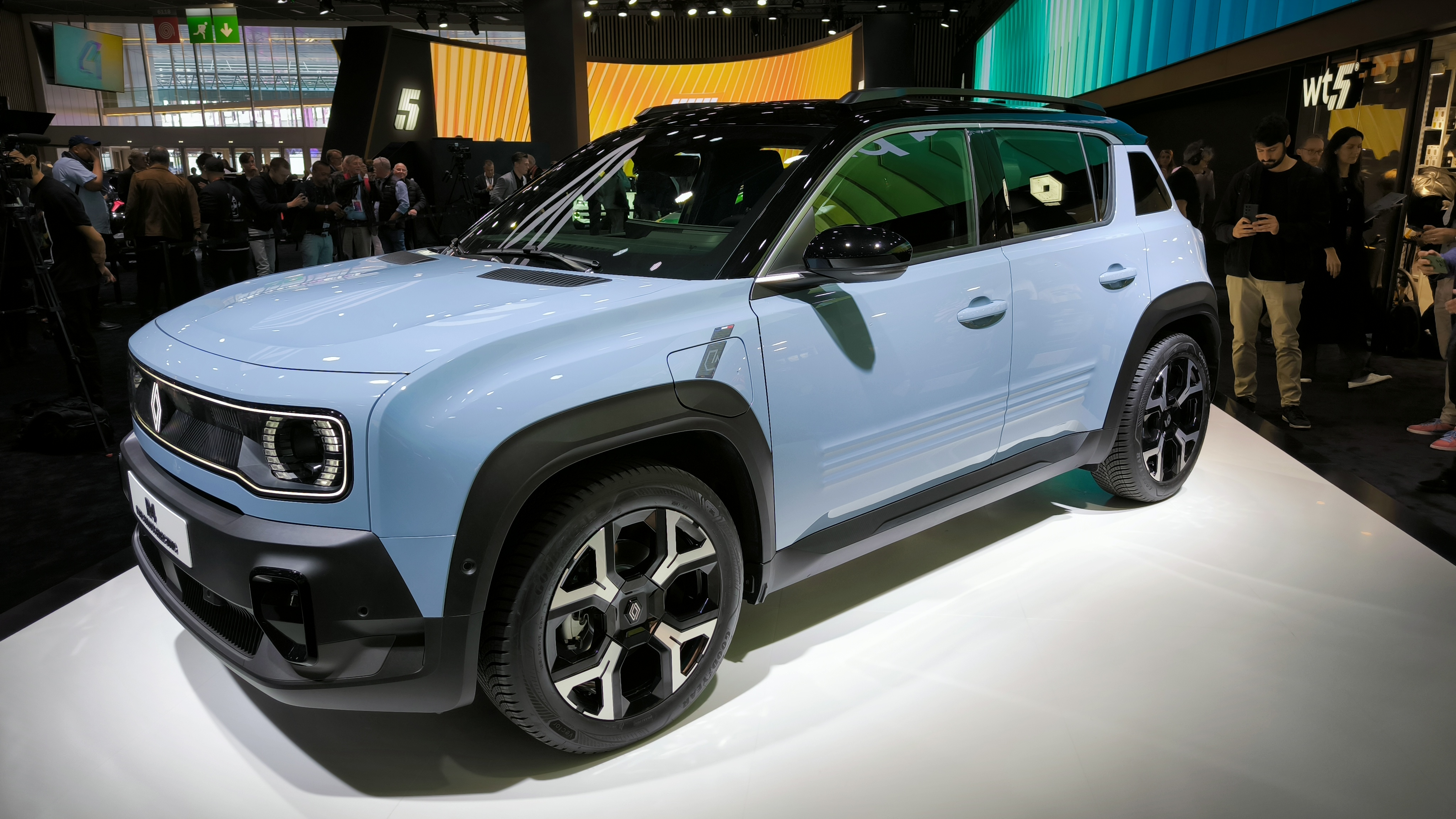
Renault 4 E-Tech Electric

Le salon se déroule du 14 au 20 octobre 2024. Il attire plus de 500 000 visiteurs, soit 100 000 de plus que l'édition précédente, alors qu'on annonçait ce type de salon en déclin. Cette édition voit le retour de BMW, Volkswagen, Ford, Tesla et Kia et la présence en force de Renault avec cinq stands et 150 personnes. 